# Avowed
Avowed es un videojuego de rol de acción desarrollado por Obsidian Entertainment y publicado por Xbox Game Studios para Windows y Xbox Series X/S. Avowed toma lugar en el mundo de Eora, en el mismo universo de la saga de rol Pillars of Eternity. En contraparte con este título, Avowed es un videojuego de acción en primera persona, y no uno de rol de perspectiva isométrica, como los de la saga Pillars of Eternity. Obsidian anunció el videojuego en una presentación de Xbox Games en julio de 2020. Este es el primer videojuego triple A desarrollado por Obsidian desde que Microsoft la compró en 2018.